# Велко Абаджиев
Велко Георгиев (Йоргов) Абаджев е български възрожденски деец.

## Биография
Роден е на 30 ноември 1858 година в Русе. Между 1867 и 1870 година е първият управител на книжарницата на Христо Г. Данов в Русе. От 1870 до 1874 година учи в Белградската семинария, а след 1876 година и в Загреб. Около 1875 година е учител в село Червена вода, Русенско. Член е на Русенски революционен комитет. Участва в Черноводската чета през 1875 година и четата на Панайот Хитов. Взема участие в Сръбско-турската война от 1876 година и Руско-турската война от 1877 – 1878 година. След Освобождението е учител във Враца (от 1882) и Лом. Бил е временен сътрудник на списание „Училище“. Умира на 30 ноември 1921 година.